# 風車のある風景
『風車のある風景』（ふうしゃのあるふうけい、蘭: Landschap met molen、英: Landscape with a Windmill）は、17世紀オランダ絵画黄金時代の画家ヤーコプ・ファン・ロイスダールが画業初期の1646年に板上に油彩で制作した絵画である。現在、米国オハイオ州のクリーブランド美術館に所蔵されている。本来、1966年11月25日にクック・コレクション (Cook Collection) がロンドンのクリスティーズで売却された際、ニューヨークの画商クンストハンドルング・F・クラインベルガーたち (Kunsthandlung F. Kleinberger & Co) が購入し、次いで1967年にクリーブランド美術館が購入した。

## 作品

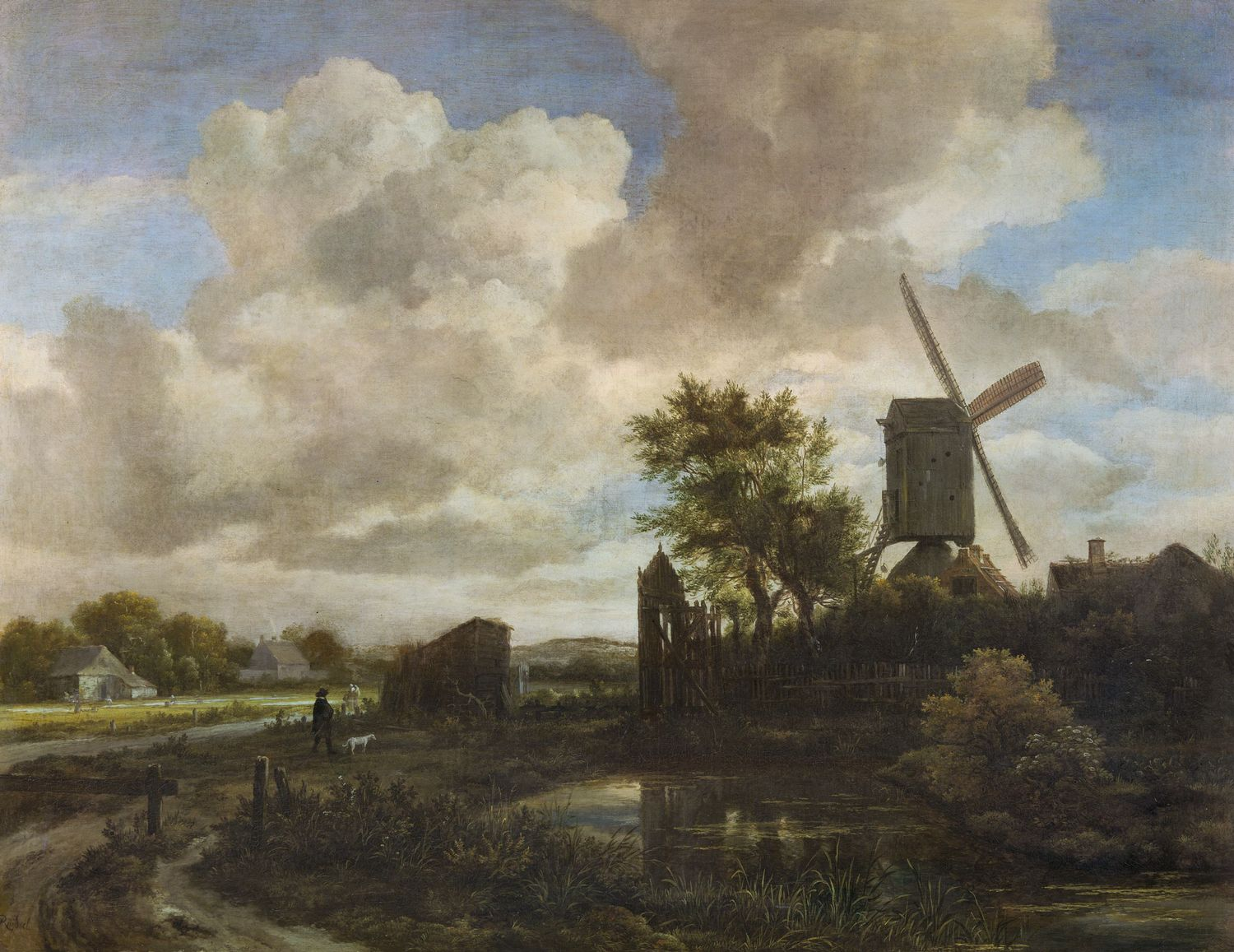
ヤーコプ・ファン・ロイスダール『夕景:小川沿いの風車』 (1650年ごろ)、ロイヤル・コレクション (バッキンガム宮殿)

本作は前景に風車と野原を、後景に画家の生地ハールレム近郊にある北海の砂丘を表している。「JvR 1646」という画家の署名と制作年が記されている。この作品は、当時、ヤーコプが叔父で師でもあったサロモン・ファン・ロイスダールの様式に強い影響を受けていたことを示している。
同時に、ヤーコプはまだ10代であったが、彼の風景画への独創的なアプローチを表している。すなわち、普通のモティーフを壮大で英雄的に見せる術である。前景の暗色の形態が左側の陽光に照らされた広大な平野と際立った対照を生み出している。
本作のための4点の準備素描が現在、ドレスデンのアルテ・マイスター絵画館に所蔵されている。ヤーコプ・ファン・ロイスダールは、後の画業を通して『夕景:小川沿いの風車』 (ロイヤル・コレクション)  などの作品で、前景の左端か右端にランドマークを配置し、後景に風景を配置する類似した構図に立ち戻っている。

## 展示
- 1946年: 「クック・コレクション蔵の17世紀オランダ・フランドル絵画」、イギリス、リンカン  (Lincoln)、アッシャー・ギャラリー（英語版）
- 1964–1966年: イギリス、マンチェスター、マンチェスター市立美術館
- 2011年: 「ヤーコプ・ファン・ロイスダールの風景画」、クリーブランド美術館[4]